# Малаховский, Ефим Яковлевич
Ефим Яковлевич Малаховский (1892, Новая Мышь, Новогрудского уезда Минской губернии — 5 марта 1938, Ленинград) — бухгалтер, государственный деятель, заведующий Леноблфинотделом, заместитель министра финансов, председатель губсовнархоза. Репрессирован в 1938 году.

## Биография
Родился в семье мещан. Окончил реальное училище (1911). В 1916 году окончил Киевский коммерческий институт (экономический факультет). В 1917 году вошел в РСДРП. С 1916 по 1918 год работал в Саратове на заводе «Жесть» браковщиком и счетоводом на Симбирском патронном заводе. С 1918 по 1922 год (по другим данным до 1921 года) работал председателем Симбирского губсовнархоза. С 1922 по 1935 год работал в Наркомфине РСФСР.
Жил в Первом жилом доме Ленсовета (архитекторы Е. А. Левинсон, И. И. Фомин) по адресу Карповки наб. дом 13. Потом жил в Москве по адресу Чистопрудный бульв., д. 12, кв. 80. Арестован 15 января 1938 года и послан в Ленинград. Выездной сессией Военной коллегии Верховного суда СССР 18 мая 1938 года был приговорен к расстрелу по ст. ст. 58-7-8-11 УК РСФСР и убит в тот же день.

## Публикации
- Малаховский Е. Составление, утверждение и исполнение государственного бюджета [Текст] / Е. Я. Малаховский ; Центр. заоч. курсы фин.-экон. наук НКФ СССР и МПЭИ им. А. И. Рыкова. — М. : Финиздат НКФ СССР, 1928. — 114 с. — 3000 экз.[12][13]
- Малаховский Е. К реформе кассового устройства. М.: Финансовое изд. НКФ РСФСР, тип. им. Евг. Соколовой, 1927[5].
- Малаховский Е. Основы нового кассового устройства в РСФСР. М.: Финансовое изд. НКФ РСФСР, тип. Финотдела Ленинградского облисполкома, 1928[5].
- Малаховский Е. Перестроить финансовую работу сельских советов. Л.: Госфиниздат, тип. им. Котлякова, 1935 (2-е изд. — 1935)[5].
- Малаховский Е. Источники финансирование социалистического строительства. — М.: Госфиниздат, 1932[14]
- Малаховский Е. Как сельхозналог укрепляет колхозы. — М.: Партиздат, 1933[14][15]
- Малаховский Е. Контрольные цифры бюджета ЦЧО на 19298-29 год[16]